# Elle a les yeux revolver
Singles de Marc Lavoine
Pour une biguine avec toi
(1984) Tu me divises par deux
(1985)
Pistes de Marc Lavoine
Bascule avec moi
(3) Comme dans une vieille chanson française
(5)
Elle a les yeux revolver est une chanson française de Marc Lavoine parue en 1985 sur son premier album Marc Lavoine. Écrite par le chanteur et composée par Fabrice Aboulker, la chanson est sortie le 5 mars 1985 en tant que deuxième single de l'album chez Bandit, sous-label de Phonogram.
Elle est classée vingt-cinq semaines au hit-parade français, atteignant le no 4. Le single sera certifié disque d'or pour plus de 500 000 exemplaires écoulés. Elle devient ainsi le premier grand succès et l'une des chansons emblématiques de Marc Lavoine.

## Paroles et composition
Écrite par Marc Lavoine et composée par Fabrice Aboulker, la chanson traite d'une femme décrite dans les paroles comme une « femme fatale ». La chanson se caractérise par « quelques notes de couleur extrême-orientale, des violons qui rythment légèrement la chanson, [et] une voix chaude et sensuelle ».
La chanson a été interprétée dans une version live à l'Olympia de Paris et incluse dans l'album Olympia deux mille trois de 2003. Elle figure notamment sur les compilations Best of 1985/1995, Les Solos de Marc et La Collection de Marc. Le chanteur a réenregistré sa chanson dans une nouvelle version, plus acoustique, sur son album studio Marc Lavoine de 2001, sur lequel elle figure en piste cachée.

## Accueil commercial
En France, le single est entré dans le Top 50 à la 48e place le 18 mai 1985, puis grimpe rapidement pour atteindre la 4e place les 13 et 27 juillet. Il est resté 13 semaines dans le top 10 et a passé au total 25 semaines dans le Top 50.

## Crédits
- Marc Lavoine - chant, paroles
- Fabrice Aboulker - musique, réalisation
- Bruno de Balincourt - photographie
- Bernard Estardy - ingénieur du son, mixage
- Pascal Stive - arrangements
- Brigitte Terrasse - maquette

Crédits adaptés de la pochette.

## Liste des titres
| 1. | Elle a les yeux revolver      | 3:33 |
| 2. | J'veux faire la paix avec toi | 3:18 |

| 1. | Elle a les yeux revolver (re-mix) | 5:05 |
| 2. | J'veux faire la paix avec toi     | 3:18 |

## Classements et certifications
| Classement (1985)         | Meilleure position |
| ------------------------- | ------------------ |
| Europe (European Top 100) | 24                 |
| France (SNEP)             | 4                  |

| Classement (1985) | Position |
| ----------------- | -------- |
| France (SNEP)     | 24       |

### Certifications et ventes
| Pays          | Certification | Date | Ventes certifiées |
| ------------- | ------------- | ---- | ----------------- |
| France (SNEP) | Or            | 1985 | 500 000           |

## Reprises et adaptations
La chanson est rapidement reprise et détournée dans les cours de récréation, où les paroles deviennent "Elle a le cul camembert, elle a le regard qui pue, elle a pété la première...". 
Elle a les yeux revolver a été reprise en 2003 par deux candidats de l'émission À la recherche de la nouvelle star, Jonathan Hassen-Ali et Thierry Amiel, dans le cadre de l'album Premiers Tubes. Elle a été reprise par John Mamann sur l'album collectif Les Enfants du Top 50 en 2014. En 2018, le morceau est repris par le groupe de rock français Daisy Driver. 
La chanson a été traduite en néerlandais en 1997 par le chanteur belge Bart Herman (nl) avec la chanson Ogen van lood, cette version atteint la 6e place du classement Tip de l'Ultratop 50 flamand. En 1998, la chanson est reprise et adaptée en anglais par le groupe vocal britannique The Flying Pickets, sous le titre The Look in Her Eyes.
La chanson a été également reprise par le groupe de punk-pop Zephyr 21. 